# Junkyu
Kim Jun-kyu (en hangul: 김준규; Chungju, 9 de septiembre de 2000) es un cantante, bailarín y líder (2025) de su banda masculina surcoreana TREASURE. Junkyu se dio a conocer al público cuando representó a YG Entertainment en el programa Mix Nine, en 2018.

## Vida y carrera

### Primeros años
Desde su infancia, Junkyu ha sido conocido como modelo infantil y ha aparecido a menudo en televisión y revistas. Se unió a la academia de baile DEF Dance Skool, donde conoció a DOYOUNG, quien más tarde se convertiría en su compañero de grupo en TREASURE. En el año 2014 se unió a YG después de pasar una audición privada en su academia de baile.
En 2018, junto a Hyun Suk y a Lee Byonngoon, representaron a YG Entertainment en el programa de supervivencia Mix Nine, pero acabó en 35º posición.

### Formación con TREASURE
Junkyu participó en YG Treasure Box, el programa que formaría al nuevo grupo de YG Entertainment. Durante la etapa de selección principal, Junkyu logró ingresar a la alineación final representando al equipo A.
Para la siguiente etapa Junkyu interpretó «Beautiful» de Crush en dueto con Jang Yunseo logrando mantenerse en su posición y siendo reconocida por ser una de las mejores actuaciones de la etapa. Desafortunadamente, en la etapa '2:2' fue derrotado, así perdiendo su posición en la alineación final. Durante la siguiente ronda, sobrevivieron a la eliminación gracias a que ganó junto a DOYOUNG, MASHIHO, Lee Byonngoon y Yoonbin.
Para la ronda final, hizo equipo junto a JEONGWOO y Bang Ye-dam e interpretaron «LAST DANCE» de Big Bang, obteniendo la puntuación más alta y convirtiéndose en el cuarto miembro de la alineación final.
Finalizando el programa, YG Entertainment anunció la fusión de los dos grupos finalistas y teniendo la agrupación de 12 miembros, TREASURE, grupo que debutó el 7 de agosto de 2020 con el sencillo The First Step: Chapter One.

### T5, la primera subunidad de TREASURE
Yang Hyun Suk comentó en un video los nuevos planes de YG para el segundo álbum de estudio de TREASURE, REBOOT, que el grupo tendría una unidad denominada T5, unidad conformada por Junkyu, JIHOON, DOYOUNG, JUNGHWAN y JAEHYUK, quienes promoverían el sencillo prelanzamiento del álbum, llamado «MOVE» que se lanzaría el 28 de junio de 2023.

## Discografía
Todos los créditos de las canciones están adaptados a la base de datos de la Asociación de Derechos de Autor de Música de Corea, a menos que se indique lo contrario.
| Año  | Canción                 | Álbum  | Escritor   | Escritor                                                                           | Composición | Composición                                          |
| Año  | Canción                 | Álbum  | Acreditado | Junto a                                                                            | Acreditado  | Junto a                                              |
| ---- | ----------------------- | ------ | ---------- | ---------------------------------------------------------------------------------- | ----------- | ---------------------------------------------------- |
| 2023 | «BONA BONA»             | REBOOT | Yes        | Lee Chan-hyuk, Hyun Suk, Haruto, Where The Noise, Yoshi, Dan Whittemore, Jared Lee | No          |                                                      |
| 2023 | «I WANT YOUR LOVE»      | REBOOT | Yes        | Hyun Suk,Haruto, Ludwig Lindell, Jared Lee                                         | Yes         | Kang Uk-jin, Diggy, DEE.P, Ludwig Lindell, Jared Lee |
| 2023 | «MOVE (T5)»             | REBOOT | Yes        |                                                                                    | Yes         | DEE.P                                                |
| 2023 | «WONDERLAND»            | REBOOT | Yes        | Lee Chanhyuk, Hyun Suk, Haruto, Yoshi                                              | Yes         | Lee Chanhyuk, Kim Seung Ho, Kwon Myung Hwan, DEE.P   |
| 2023 | «B.O.M.B»               | REBOOT | Yes        | Yoshi, Haruto, P.K                                                                 | Yes         | P.K, Noerio, AFTRSHOK, Brian U                       |
| 2023 | «B.O.M.B (KABOOM ver.)» |        | Yes        | Yoshi, Haruto, P.K, CHOICE37                                                       | Yes         | P.K, Noerio, AFTRSHOK, Brian U                       |

## Filmografía

### Series web
| Año  | Título                       | Cadena  | Notas                                             | Ref.   |
| ---- | ---------------------------- | ------- | ------------------------------------------------- | ------ |
| 2021 | It's Okay, That's Friendship | YouTube | Cortometraje especial emitido en TREASURE Map.    | [ 11 ] |
| 2021 | The Mysterious Class         | YouTube | Serie web de misterio protagonizada por TREASURE. | [ 12 ] |
| 2023 | My BF is TREASURE            | YouTube | Episodio especial en TREASURE Map.                | [ 13 ] |

### Programas de televisión
| Año  | Título          | Cadena          | Notas                                              | Ref.   |
| ---- | --------------- | --------------- | -------------------------------------------------- | ------ |
| 2018 | YG Treasure Box | YouTube · JTBC2 | Programa de supervivencia donde se formó el grupo. | [ 14 ] |